# Françoise Dorléac
Françoise Paulette Louise Dorléac (Paris, 21 de março de 1942 – Nice, 26 de junho de 1967) foi uma atriz francesa.
Apesar de curta carreira, trabalhou com cineastas como François Truffaut, Roman Polanski, René Clair, Jacques Demy, Ken Russell e Philippe de Broca. Faleceria em 26 de junho de 1967 vítima de acidente de automóvel próximo a Nice, com apenas 25 anos de idade.
É uma das três irmãs de Catherine Deneuve. Esta publicou em 1996, em colaboração com Patrick Modiano, o livro "Elle s´appelait Françoise", com fotografias de ambas. Também foi homenageada pela empresa de Correios da França, com um selo postal em 2012.

## Filmografia parcial
- 1960 - Les loups dans la bergerie
- 1960 - Ce soir ou jamais
- 1960 - Les portes claquent
- 1961 - La fille aux yeux d'or
- 1961 - Tout l'or du monde
- 1962 - Arsène Lupin contre Arsène Lupin
- 1962 - La Gamberge
- 1964 - L'Homme de Rio
- 1964 - La peau douce
- 1964 - La Chasse à l'homme
- 1964 - La ronde
- 1965 - Cul-de-sac
- 1965 - Genghis Khan
- 1965 - Where the spies are
- 1967 - Les Demoiselles de Rochefort
- 1967 - Billion Dollar Brain